# Foreign Parts
Pour plus de détails, voir Fiche technique et Distribution.
Foreign Parts est un film documentaire franco-américain réalisé par Véréna Paravel et John Paul Sniadecki, sorti en 2010.

## Fiche technique
- Titre : Foreign Parts
- Réalisation : Véréna Paravel et John Paul Sniadecki
- Scénario, photographie, son et montage : Véréna Paravel et John Paul Sniadecki
- Production : Véréna Paravel et John Paul Sniadecki, avec le soutien de Sensory Ethnography Lab (Harvard University) et de Film Study Center at Harvard University
- Pays de production :  France -  États-Unis
- Durée : 82 minutes
- Dates de sortie : 
  - Suisse - août 2010 (Festival de Locarno)
  - Japon : 13 juin 2015[1]

## Récompenses
- Prix spécial du jury et Léopard de la première œuvre au Festival international du film de Locarno 2010[2]
- Grand prix du Festival Punto de Vista 2011